# Bróg

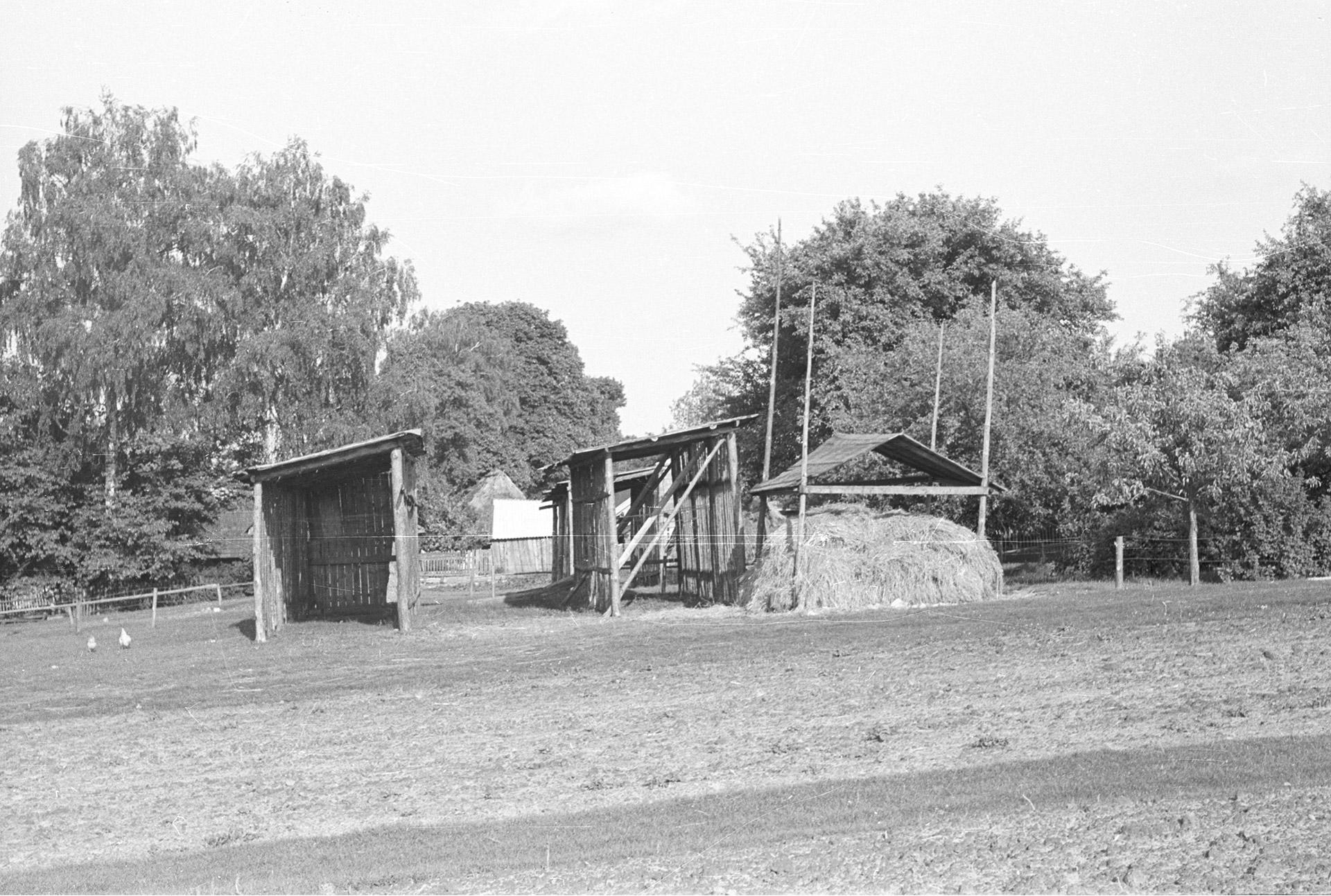
Suszarnia tytoniu oraz bróg we wsi Ciotusza Nowa (1977)

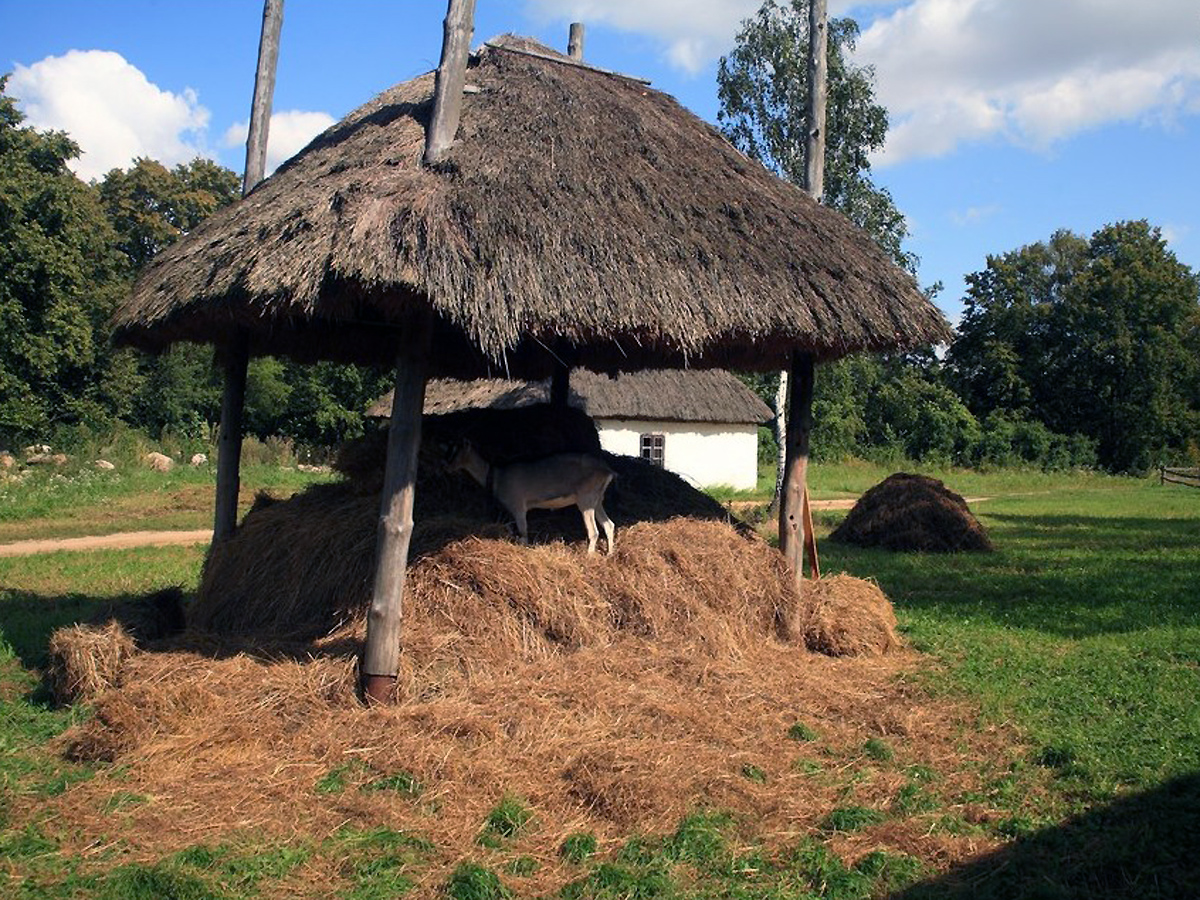
Bróg w Muzeum Wsi Mazowieckiej w Sierpcu

Bróg – ruchomy dach przesuwany na (najczęściej) czterech wkopanych w ziemię słupkach (zwanych brożynami), osłaniający składowane pod nim siano, słomę lub zboże przed opadami atmosferycznymi.

## Konstrukcja
Bróg składa się z czterech słupów lub mocnych żerdzi, wbitych w ziemię tworzących plan kwadratu lub prostokąta. W słupach znajdują się otwory, w których umieszczone są kołki. Na kołkach opiera się rama dachu, dodatkowo przywiązywano ją drutem lub sznurkiem. Dach opuszczano lub podnoszono zmieniając położenie kołków, w zależności od wysokości składowanego pod nim siana lub słomy. W brogach najczęściej stosowano dach namiotowy czterospadowy, (stąd nazwa dach brogowy), rzadziej dwuspadowy.
Brogi dwuczęściowe
Czasem bróg spełniał dwie funkcje – część dolna, obudowana deskami, służyła jako miejsce dla zwierząt (najczęściej chlew), wozownia lub magazyn, w części górnej, mającej formę zadaszenia na słupach, magazynowano słomę lub siano.

## Zastosowanie
Bróg służył do przechowywania plonów, głównie zboża. Ręczne młócenie zboża odbywało się w przeszłości przez cały rok, ponieważ było niezmiernie pracochłonne. Zżęte zboże (powiązane w snopki) było przechowywane w stertach i, w miarę potrzeb, młócone. 
Brogi charakterystyczne były dla biedniejszych gospodarstw (zastępowały stodołę). Spotykane też były w gospodarstwach bogatszych, gdzie trzeba było gromadzić paszę dla dużej liczby zwierząt.

## Heraldyka
Wizerunek brogu został umieszczony w jednym z najstarszych polskich herbów szlacheckich - Leszczycu. Bróg znajduje się również w herbach kilku miast.

Herb Leszczyc z wizerunkiem brogu
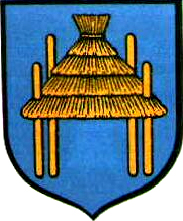
Herb Niedobczyc
Gmina Kołbiel
Gmina Cekcyn